# Ben Vane
A Ben Vane a skóciai Arrochar-Alpok legalacsonyabb munrója, vagyis háromezer láb (914,4 m) feletti hegye. A közigazgatásilag Argyll és Bute megyéhez tartozó csúcs a Loch Lomondtól nyugatra helyezkedik el a Loch Lomond és Trossachs Nemzeti Park területén, egy 11 kilométeres körtúra keretében 4-6 óra alatt lehet megmászni a tó partján fekvő Inveruglasból indulva.

## Általános információk
A hegy neve a gael mheadhoin középső, központi jelentésű szó angolos változata. Már egy 16. század végi térképen is szerepel, ezen Bin Vian formában, amely a gael név fonetikus leírása. Azért kaphatta ezt a nevet, mert a nála magasabb Ben Vorlich és Beinn Ime között fekszik, az Arrochar-Alpok középén. A terület az 1930-as években kapta elnevezését, amikor Glasgow környékéről a közeli hegyekben kerestek szórakozási lehetőséget, és a hegymászók hamarosan az Alpok sziklás csúcsaihoz kezdték hasonlítani az itteni csúcsokat, amiket már korábban is a lábuknál található település után Arrochar-hegyeknek neveztek.
A Ben Vane nemcsak közöttük, hanem az összes háromezer láb feletti skót hegy között is a legalacsonyabb. A munrókkal foglalkozó Munro Society (Munro Társaság) a modern GPS-technológia bevezetése után méréseket kezdeményezett azon hegyeknél, amelyek közel vannak a kategória eléréséhez szükséges háromezer lábhoz, vagyis 914,4 méterhez. A Ben Vane esetében végzett felmérés megállapította, hogy 915,76 méterével több mint egy méterrel meghaladja a határt, így nem vették ki a kategóriából.
A hegy a hozzá közel lévő többi csúcshoz képest alacsonyabb, így bizonyos irányokban a kilátás korlátozott. Északkeletre a Loch Sloy medencéje választja el a Ben Vorlichtól, délkeletre a távolban látni lehet a Ben Lomond csúcsát, délnyugatra pedig legmagasabb szomszédját, a Beinn Ime-et. Legközelebbi délkeleti szomszédja a 848 méteres A' Chrois csúcsa, amelytől az erdőkkel tarkított Grogain-völgy választja el. Északra sokkal jobb a kilátás, erre ugyanis a Ben Lui és Ben Oss csúcsai több mint 15 kilométerre vannak.

## A Sloy Erőmű

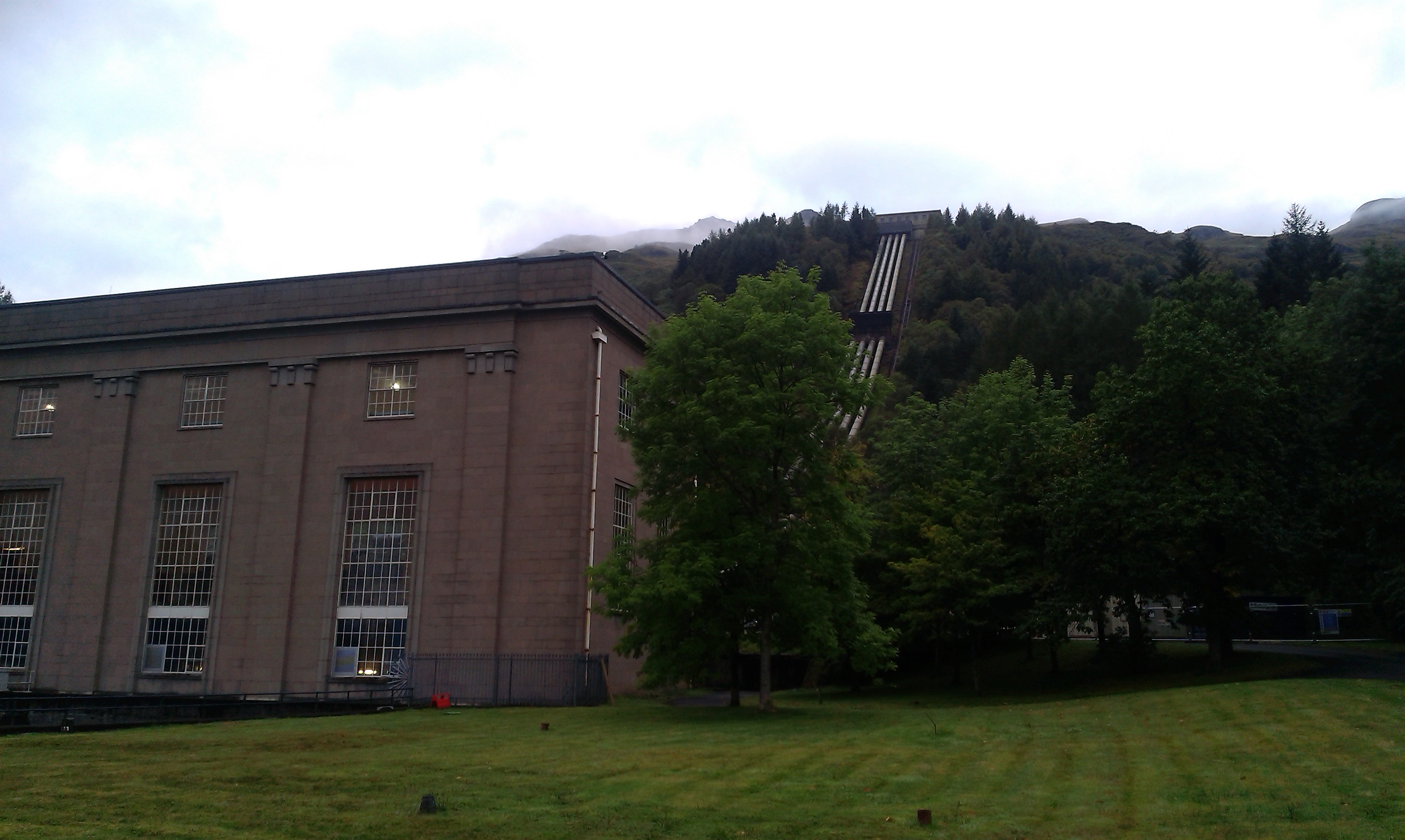
A Sloy Erőmű turbinákat tartalmazó épülete, a háttérben a négy csővel, amelyek a vizet szállítják a Loch Sloyból

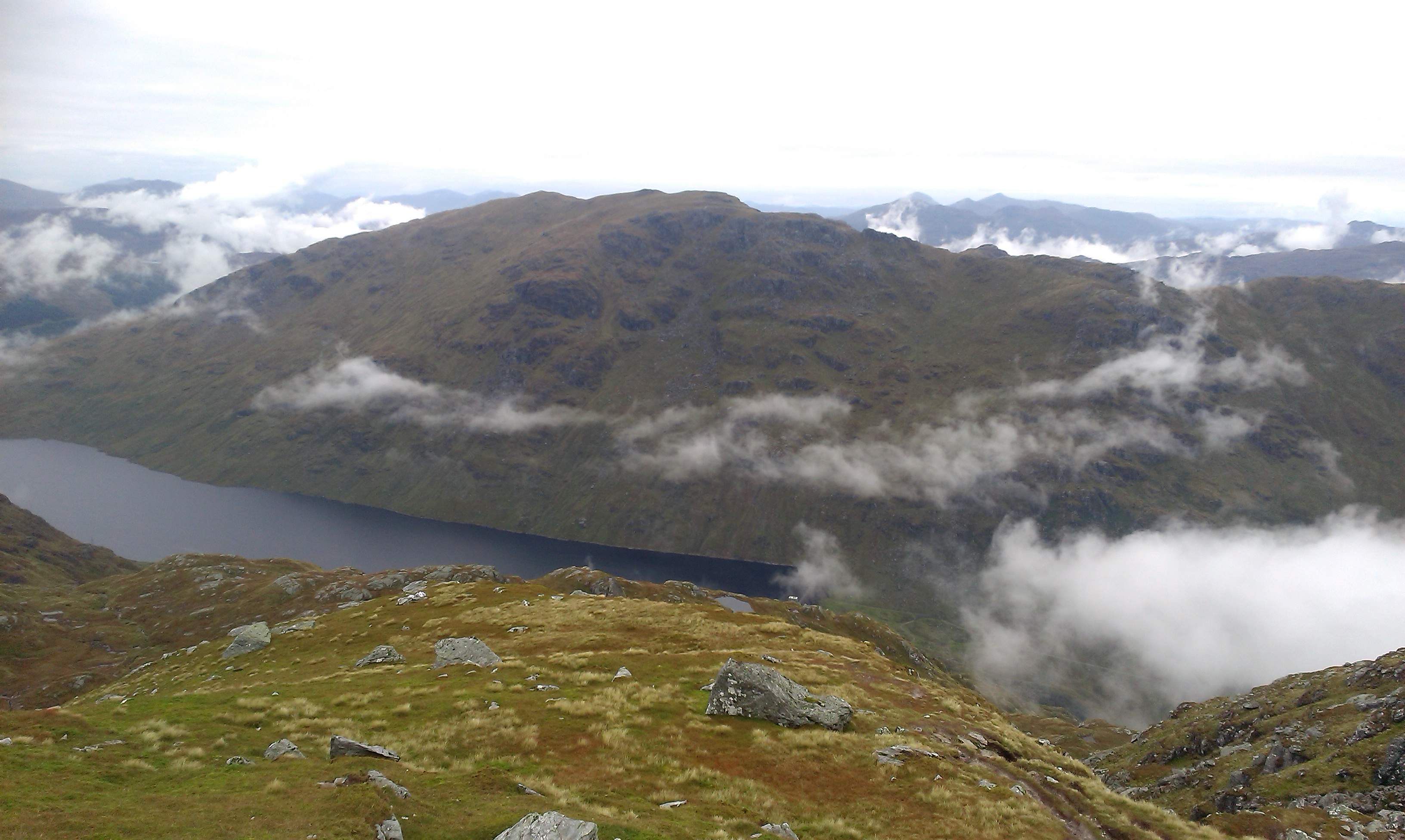
A Loch Sloy látképe a Ben Vane tetejéről, a háttérben a Ben Vorlich csúcsa.

A hegytől északkeletre, a Ben Vorlich lába előtti medencében található a Loch Sloy víztározó, amely kétségkívül a legfeltűnőbb tájelem a hegy körzetében. A II. világháború utáni kezdeményezés részeként hidroelektromos erőműveket építettek az Egyesült Királyság területén, amelyek a tengerszint feletti magasságban adódó különbségeket kihasználva a lezúduló vízzel pörgetik meg a turbinákat, amelyek aztán elektromos energiát termelnek.
Az 1945 és 1950 között épített konstrukció ma az ország legnagyobb, hagyományos jellegű hidroelektromos erőműve. A 357 méter széles és 56 méter magas Sloy-gát megépítésével és vízgyűjtő területének megnövelésével a Loch Sloyban található víz mennyiségét megsokszorozták, ahonnan három kilométer hosszú csöveken elvezetik a Loch Lomond partján található turbinákhoz. A víz négy, két méter átmérőjű csövön zuhan le a négy turbinához a Ben Vorlichon át vezető alagúton, 277 méteres eséssel és 152,5 megawattos névleges kapacitással.

## A túra leírása

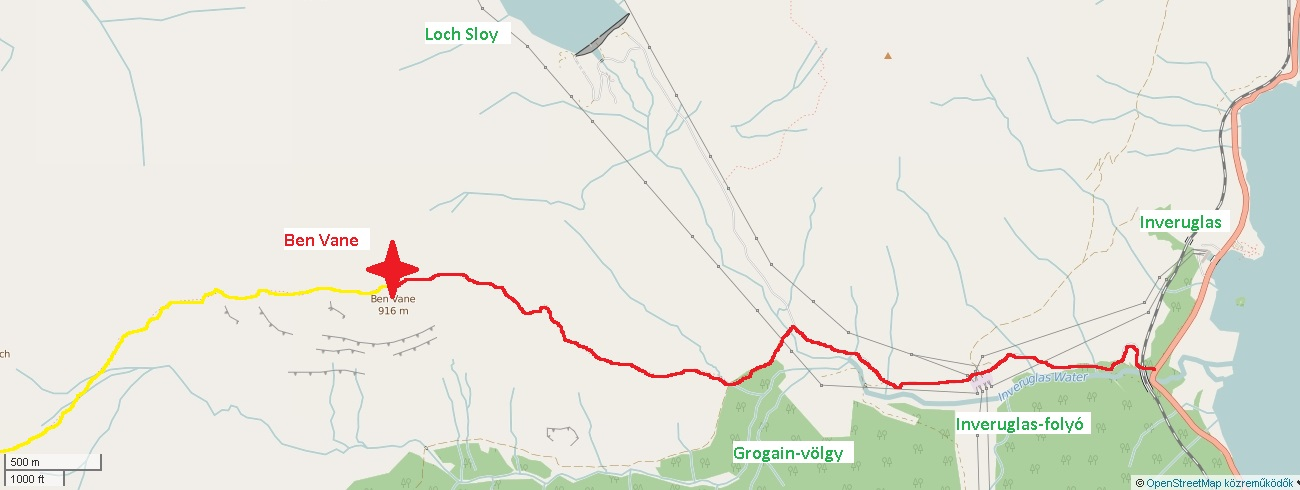
Piros: az Inveruglastól induló ösvény, sárga: a Beinn Ime irányába vezető nyugati ösvény.

A Ben Vane megközelítése hagyományos módon keletről, Inveruglas közeléből történik, ahol a Sloy Erőmű turbináit tároló épület is található. Az építkezés során megépített betonúton lehet feljutni a hegy lábáig az Inveruglas-folyó (Inveruglas Water) völgyében, ahonnan annak keleti gerincén kell felkapaszkodni. Erről az oldalról nem látni a csúcsot, mert a hegy teteje kisebb dombokból áll, és mindig csak az éppen aktuális buckát látni. A legutolsó domb után egy rövid sziklás részen kell felkapaszkodni a hegy tetejére, amely egy kisebb fennsíkra hasonlít két kőrakással a tetején. Az Arrochar-Alpok viszonylag könnyen megmászható csúcsai közül többet is lehet teljesíteni egy napon, ezért a Ben Vane megközelítése nyugatról is történhet, a Beinn Ime irányából.